# Modu Barrow
Modu Barrow (Banjul, Gambia, 1992. október 13. –) gambiai labdarúgó, aki jelenleg a Readingben játszik, szélsőként.

## Pályafutása

### Kezdeti évek
Barrow Gambiában született. Édesanyja 11 éves korában elhunyt, ekkor költözött át négy testvérével Svédországban élő édesapjához. Ifiként az Östers IF és a Mjölby AI ifiakadémiáján szerepelt. Később, profiként a Mjölby Södra, az IFK Norrköping, a Varbergs BoIS és az Östersunds FK csapatában is játszott.

### Swansea City
2014. augusztus 30-án leigazolta az angol élvonalban szereplő Swansea City. A csapat nem hozta nyilvánosságra az anyagi részleteket, de egyes értesülések szerint 1,5 millió fontot fizetett a játékosért. Ő lett az első gambiai játékos, aki pályára lépett a Premier League-ben. A Portsmouth csapatában korábban volt egy gambiai, Omar Koroma, de ő nem kapott játéklehetőséget. Barrow Október 28-án került be először az első csapat meccskeretébe, egy Liverpool elleni Ligakupa-meccsen. november 9-én, az Arsenal ellen debütált, az utolsó 23 percre beállva. Első gólját 2015. január 3-án, a Tranmere Rovers ellen szerezte, az FA Kupában. Jó teljesítménye miatt 2018-ig szerződést hosszabbított vele a klub.
Március 11-én a 2014-15-ös idény végéig kölcsönadták a Nottingham Forestnek. Augusztus 10-én három hónapra kölcsönvette a Blackburn Rovers. Egy nappal később, egy Shrewsbury Town elleni Ligakupa-mérkőzésen mutatkozott be. Szeptember 8-án visszahívta magához a Swansea City. Első bajnoki gólját 2016. március 12-én, a Bournemouth ellen szerezte.

### A válogatottban
2015. március 31-én behívták a svéd U21-es válogatottba, de egy sérülés miatt nem léphetett pályára. 2015 májusában meghívót kapott a gambiai válogatottba. Május 22-én a Twitter fiókján megerősítette, hogy elfogadta a meghívást. Június 23-án, Dél-Afrika ellen debütált.

## Külső hivatkozások
- Modu Barrow pályafutásának statisztikái a Soccerbase oldalon (angolul)